# Freya minuta
Freya minuta là một loài nhện trong họ Salticidae.
Loài này thuộc chi Freya. Freya minuta được Frederick Octavius Pickard-Cambridge miêu tả năm 1901.